# Josef Harpe
Josef Harpe (Buer, 21 de setembre de 1887 - Nuremberg, 14 de març de 1968) va ser un Generaloberst alemany durant la Segona Guerra Mundial. Va destacar com a oficial de la Panzerwaffe, les Forces cuirassades alemanyes, durant les operacions al Front Oriental.

## Biografia
Harpe va néixer a Buer (que en l'actualitat forma part de Gelsenkirchen) en el que llavors era la Província de Westfàlia del Regne de Prússia. Sent jove es va integrar en l'Exèrcit alemana.

### Carrera militar
Harpe es va unir a l'Exèrcit alemany el 28 de setembre de 1909 amb el rang de Fahnenjunker (alferes) i va ser transferit al 56º Regiment d'Infanteria en 1911. Allí va ser promocionat a tinent el 20 de març de 1911 i va arribar a participar amb el seu regiment a la Primera Guerra Mundial. Al final de la contesa, el 1918, ostentava la posició de comandant de companyia.
Després de la guerra Harpe va seguir servint al Reichswehr, durant la República de Weimar. En 1931, sota el pseudònim de Direktor Hacker, va ser un dels caps d'una secreta Escola de tancs germano-soviètica (Organització Kama) a Kazan, a l'interior de la Unió Soviètica. L'1 d'agost 1934 va ascendir a Oberstleutnant (Tinent coronel) i el 15 d'octubre de 1935 es va convertir en comandant del 3r Regimient "Panzer". Va tornar a ascendir l'1 de gener de 1937 i va ser posat a càrrec de la 1a Brigada Panzer amb el rang de Oberst. El 1940 va prendre el comandament de l'Escola de tropes "panzer" de Wünsdorf. A partir de 1941 va servir en el Front Oriental, on va dirigir el XXXXI Cos Panzer entre juliol de 1942 i octubre de 1943, i el Grup d'Exèrcits A entre setembre de 1944 i gener de 1945. No obstant això, el 20 de gener de 1945 va ser rellevat del comandament per Hitler, donada la impossibilitat de les tropes sota el seu comandament d'aturar els avenços soviètics durant l'Ofensiva del Vístula-Oder. Va acabar la contesa amb el rang de Generaloberst, estant destinat en el Front Occidental al comandament del 5º Exèrcit Panzer.

### Crims de guerra
Com a comandant en cap del 9º Exèrcit, durant la retirada d'Ucraïna en març 1944 va ordenar la detenció i reclutament forçós de tots els civils aptes per al servei. Paral·lelament, també va ordenar la deportació de tots aquells familiars que no puguin treballar o no poguessin valer-se per si mateixos a la ciutat belarussa de Osarichi, i posteriorment a la ciutat de Bobruisk. Com a conseqüència d'aquestes ordres, entre el 12 i el 19 de març al voltant de 9.000 civils van morir en el Camp de Concentració de Osaritschi que s'havia improvisat per a la seva reclusió.

### Postguerra
En finalitzar la contesa va ser fet presoner pels nord-americans i mantingut en captivitat fins al 1948. Harpe morir el 1968 a la ciutat de Nuremberg.

## Condecoracions i honors
- Creu de Ferro (1914)[5]
- Medalla de ferit (1914)
- Agulla de la Creu de Ferro
- Creu Alemanya (1943)[6]
- Creu de Cavaller de la Creu de Ferro (1943)[7]

### Mencions al Wehrmachtbericht
| Data               | Original alemany en el Wehrmachtbericht | Traducció al català |
| ------------------ | --- | --- |
| 1 de enero de 1944 | Nordwestlich Retschiza haben Truppen des Heeres unter Führung des Generals der Panzertruppe Harpe in siebentägigen schweren Kämpfen eine seit Wochen bestehende Frontlücke geschlossen und dabei starke feindliche Kräfte vernichtet. | Al nord-oest de Rechitsa, les tropes de l'Exèrcit sota el comandament del general de tropes panzer Harpe tancar una bretxa al davant després de set dies d'intensos combats, mentre destruïen a poderoses forces enemigues. |